# Sakartwelos ragbis kawschiri
Die Sakartwelos ragbis kawschiri (georgisch საქართველოს რაგბის კავშირი, Sakartwelos ragbis kawsjiri; englisch Georgian Rugby Union, GRU) ist der nationale Sportverband für Rugby Union und Siebener-Rugby in Georgien. Der im Jahr 1964 gegründete Verband hat seinen Sitz in Tiflis. Seit 1992 vertritt er Georgien beim Weltverband World Rugby und beim Kontinentalverband Rugby Europe.

## Aufgabe
Die Sakartwelos ragbis kawschiri stellt die Georgien vertretenden Nationalmannschaften, einschließlich der für die Männer, Frauen und Jugend, zusammen. Daneben organisiert der Verband das Kinder- und Jugend-Rugby in Georgien. Kinder und Jugendliche werden hauptsächlich in Vereinen an den Rugbysport herangeführt, während der Schulsport eher von untergeordneter Bedeutung ist. Wie andere Rugbynationen verfügt Georgien über eine U-20-Nationalmannschaft, die an den entsprechenden Europa- und Weltmeisterschaften teilnimmt. Georgia XV bildet die zweite Mannschaft. Ebenso ist die Sakartwelos ragbis kawschiri verantwortlich für die georgische Siebener-Rugby-Nationalmannschaft und da Siebener-Rugby eine olympische Sportart ist, arbeitet sie hier mit dem Georgischen Nationalen Olympischen Komitee zusammen.
Der Verband organisiert auch den nationalen Spielbetrieb. Die höchste Rugby-Union-Liga in Georgien ist die halbprofessionelle Didi 10 („die großen Zehn“) mit zehn Mannschaften. Allerdings ziehen es zahlreiche Spieler wegen der besseren finanziellen Möglichkeiten vor, für Vereine in Frankreich oder anderen westeuropäischen Ländern zu spielen. Nicht in Westeuropa tätige Nationalspieler gehören meist der professionellen Mannschaft Black Lion an, die seit 2021 am Rugby Europe Super Cup teilnimmt.

## Geschichte
Die Sakartwelos ragbis kawschiri wurde 1964 gegründet und trat 1992 dem International Rugby Football Board (IRFB, heute World Rugby) bei. Außerdem trat die Sakartwelos ragbis kawschiri im selben Jahr dem Kontinentalverband Fédération Internationale de Rugby Amateur (FIRA; heute Rugby Europe) bei.

## Logo
Das Logo der Sakartwelos ragbis kawschiri zeigt die Bordschghali, ein altes georgisches Symbol der Sonne mit sieben Flügeln. Von diesem traditionellen Symbol leitet sich ein Spitzname für die Nationalmannschaft ab: Bordschghalosnebi („Männer der Sonne“).